# Pamyat Hasanova
Pamyat Hasanova en ruso: Память Хасанова es una variedad cultivar de ciruelo (Prunus domestica), de las denominadas ciruelas europeas,
una variedad de ciruela obtenida en el "Instituto de Investigación Agrícola Tártara". Las frutas tienen un tamaño pequeño a mediano, de forma ampliamente ovalados y obovados, la parte superior del fruto es redondeada, y su base redondeada, con embudo poco profundo, el color principal base del fruto es púrpura con ausencia de color de cobertura, y pulpa de color amarillo claro, fibrosa de grano fino, de densidad media y jugosidad media.

## Sinonimia
- "Память Хасанова",
- "Memoria de Khasanov",
- "Pamyat Hasanova",
- "Pamjat Hasanova",
- "Слива Память Хасанова",
- "Sliva Pamyat Hasanova".[3][5]

## Historia
'Pamyat Hasanova' es una variedad de ciruela que la obtuvo el equipo de obtentores formado por  L.A. Sevastyanova, G.E. Osipov, y Z.A. Osipova en el "Instituto de Investigación Agrícola Tártara" mediante una polinización abierta de la variedad de ciruela 'Gigante Tártara'.
'Pamyat Hasanova' se encuentra en fase de pruebas estatales desde 2002.

## Características
'Pamyat Hasanova' es un árbol de tamaño mediano (3,5 m). Copa paniculada, de densidad media. Brotes desnudos, de color marrón rojizo frambuesa. Limbo foliar ovalado, ancho ovalado, de longitud media, corto y ancho medio. Color verde. Superficie lisa, ligeramente brillante. Pubescencia débil. Tipo de dentado obtuso aserrado y doblemente obtuso aserrado. Pecíolo mediano, corto; glándulas pequeñas y dispersas. Pétalos estrechamente abiertos. Estambres: 17 a 20. Estigma por encima de las anteras. Ovario pubescente. Cáliz acopado. Pedúnculo de 10 a 15 mm de largo; pubescencia débil. Floración y fructificación en ramitas frutales y ramas en ramillete. Periodo de floración del 17 al 26 de mayo. No es auto polinizable.
'Pamyat Hasanova' tiene frutos de tamaño pequeño a mediano, con un peso promedio de 18,0 gr, de forma ampliamente ovalados y obovados, la parte superior del fruto es redondeada, y su base redondeada, con embudo poco profundo; sutura abdominal poco desarrollada; el color principal base del fruto es púrpura con ausencia de color de cobertura, pubescencia ausente; recubrimiento ceroso resistente, que es difícil de separar del fruto; la sutura abdominal poco desarrollada; pedúnculo es de tamaño corto de 8 a 10 mm de largo, se desprende del fruto seco; la pulpa es de color amarillo claro, fibrosa de grano fino, de densidad media y jugosidad media. Composición química de la piel y la pulpa: contenido de materia seca: 15,28 %, ácidos libres: 1,84 %, azúcares: 12,41 %, ácido ascórbico: 14,8 mg/100 g.
Hueso es semi adherente, se separa de la pulpa moderadamente, ampliamente ovalado, ampliamente obovado.
El fruto madura en la tercera decena de agosto y la primera de septiembre en las regiones del Volga Central y Medio. Transportabilidad promedio.

## Usos
Una variedad de frutos cuyo principal propósito es para consumo en fresco. Esta variedad es universal, ideal para elaborar mermeladas y compotas.

## Susceptibilidades
El daño a las ramas por las heladas invernales es leve (1 a 2 puntos). El daño a los botones florales por las heladas invernales y primaverales es medio (26 a 50%). Resistencia media a la sequía. Alta resistencia al calor. 
Enfermedades: clasterosporium (3 puntos), roya (2 puntos). Plagas: mosca de sierra del ciruelo (3 puntos), pulgón del ciruelo (2 puntos). 
Ventajas de la variedad: alta resistencia al calor, buena calidad de los frutos. 
Desventajas de la variedad: autoesterilidad.